# Jugendunion (Liechtenstein)
Die Jugendunion (JU) ist die Jugendorganisation der christlich-sozialen Partei Vaterländische Union (VU) in Liechtenstein. Neben der Seniorenunion und der Frauenunion ist sie eine der drei Unterorganisationen in der Vaterländischen Union.
Die Jugendunion ist Mitglied in der Jungen Alpenregion, einer Dachorganisation der Jugendorganisationen christlich-konservativer Parteien in Bayern, Österreich, Südtirol, Liechtenstein, der Schweiz und Slowenien.

## Geschichte
Die Gründung erfolgte Mitte der 1960er Jahre. Erster Präsident wurde Adolf Heeb. Schon bei den Landtagswahlen 1970 konnte die JU mit Wolfgang Feger einen Landtagskandidaten stellen, der zum stellvertretenden Abgeordneten gewählt wurde.
Im Oktober 2010 erfolgte nach einer zweijährigen Pause die Reaktivierung. Auf der Generalversammlung am 29. Oktober 2010 wurde ein neuer Vorstand bestellt.
Am 10. März 2018 übernahm ein neuer Vorstand das Ruder, der die Leitung der Jugendunion am 26. September 2020 an den Vorstand rund um Simon Welte übergab.

## Bekannte ehemalige Präsidenten
- Adolf Heeb (1967–1973)